# Nokia Communicator
Nokia Communicator — бренд смартфонів компанії Nokia, орієнтованих на бізнес-користувачів. Відмітною рисою апаратів була конструкція у вигляді розкладного корпусу. У складеному стані апарат схожий на звичайний мобільний телефон з кнопками (хоч і досить великих розмірів), а у розкладеному перетворюється на невеликий комп'ютер з рідкокристалічним екраном і QWERTY-клавіатурою, на якому можна запускати деякі застосунки.
Телефони Nokia Communicators з самого початку орієнтувалися на з'єднання з Internet (наприклад, для роботи з електронною поштою), і стояли біля витоків індустрії, яка врешті-решт трансформувалася в індустрію сучасних смартфонів.
Остання модель із такою назвою — Nokia E90 Communicator — є частиною Nokia E-series.

## Моделі
| Представлено | Модель                               | Операційна система                      | Процесор                             | Пам'ять                                                      | Екран | Вага  |
| ------------ | ------------------------------------ | --------------------------------------- | ------------------------------------ | ------------------------------------------------------------ | --- | ----- |
| 1996         | Nokia 9000 Communicator, 9000i       | PEN/GEOS 3.0                            | Intel 80386EX, 24 МГц                | RAM: 4 MB (4×220 bytes) ROM: 4 MB (2 MB доступно)            | Внутрішній: 4,5 дюйм (110 мм) 640×200 монохромний STN, 4 відтінків Зовнішній: 50×38 монохромний STN, 2 відтінки                                                                  | 397 г |
| 1998         | Nokia 9110 Communicator, 9110i       | PEN/GEOS 3.0                            | AMD Elan SC450 486, 33 МГц           | RAM: 4 MB ROM: 4 MB (2 MB доступно)                          | Внутрішній: 4,5 дюйм (110 мм) 640×200 монохромний STN, 8 відтінків Зовнішній: 1,3 дюйм (33 мм) 80×48 монохромний STN, 2 відтінки                                                 | 253 г |
| 2001         | Nokia 9210 Communicator, 9210i, 9290 | Symbian OS версії 6.0, Series 80 v1.0   | ARM920T, 52 МГц                      | RAM: 8 MB ROM: 16 MB (2 MB доступно)                         | Внутрішній: 4,5 дюйм (110 мм) 640×200, кольоровий TFT LCD, 4096 відтінків Зовнішній: 1,3 дюйм (33 мм) 84×48 монохромний STN, 2 відтінки                                          | 244 г |
| 2004         | Nokia 9500 Communicator              | Symbian OS version 7.0s, Series 80 v2.0 | Texas Instruments OMAP 1510, 150 МГц | RAM: 64 MB (39.6 MB доступно) ROM: 128 MB (79.8 MB доступно) | Внутрішній: 4,5 дюйм (110 мм) 640×200 кольоровий трансфлективний TFT, 65,536 відтінків Зовнішній: 1,5 дюйм (38 мм) 128×128 кольоровий трансфлективний TFT, 65536 відтінків       | 222 г |
| 2007         | Nokia E90 Communicator               | Symbian OS version 9.2, S60 3rd Edition | Texas Instruments OMAP 2420, 332 МГц | RAM: 128 MB (110 MB доступно) ROM: 256 MB (136 MB доступно)  | Внутрішній: 3,9 дюйм (99 мм) 800×352 кольоровий трансфлективний TFT, 16 777 216 відтінків Зовнішній: 2 дюйм (51 мм) 240×320 кольоровий трансфлективний TFT, 16 777 216 відтінків | 210 г |

Смартфон Nokia 9300 and 9300i (під керуванням Symbian OS версії 7.0s і Series 80 v2.0) дуже подібний до Nokia 9500, але назва «communicator» не використовувалася у його маркетинговій кампанії. Так само Nokia E7 (що має ОС Symbian^3), представлений 2011 року, теж схожий на серію Communicator, але так не називається.